# E (rzeka)
E (ang. The River E) – rzeka na Highlands w Szkocji.
E ma swoje źródła na północno-zachodnich zboczach Gór Monadhliath, a jej ujście znajduje się w jeziorze Loch Mhòr. Rzeka przepływa przez rozległe połacie wrzosowisk. Dolne partie rzeki przepływają przez lasy olchowe i brzozowe. Region został jednak w znacznym stopniu tak zmieniony i zdegradowany przez wypas i odwadniania, że w dorzeczu rzeki nie ma obszarów prawnie chronionych.
W latach 2006–2007 w oparciu o zasoby wodne rzeki E wybudowano hydroelektrownię przepływową o mocy 3 MW, podziemny rurociąg z włókna szklanego o długości 4 km dostarczający wodę do elektrowni, przyłącze energetyczne i urządzenia towarzyszące.